# 加賀一の宮駅
加賀一の宮駅（かがいちのみやえき）は、石川県白山市白山町にあった、北陸鉄道石川線の駅（廃駅）である。
1987年以前は金名線の終着駅でもあった。廃駅後はバス停「一の宮」となっているが駅舎はそのまま残され、2019年に改修を終え「旧加賀一の宮駅」として再利用されている。また、旧駅舎は国の登録有形文化財となっている。

## 概要
毎年大晦日から元旦にかけて白山比咩神社の初詣に合わせた臨時列車を野町駅 - 当駅間で運行していた。
多くの参拝客が鉄道を利用し訪れ、このときは1年で一番駅が賑やかになっていた。2009年に鶴来駅と当駅の間が廃線となり、同時に廃駅となった。
2019年、旧駅舎は石川県道302号手取川自転車道線（手取キャニオンロード）の休憩施設などとして、線路跡は手取キャニオンロードの一部として再活用されている。
駅名は、白山比咩神社が加賀国白山七社の一宮であることに由来する。かつて駅舎付近に神社が鎮座していたが、1481年（文明12年）にあった火事により現在地に遷座した。駅前、「一の宮」バス停には白山ろく方面バスのほとんどが停車する（一部経由しない便あり）。

## 歴史
- 1927年（昭和2年）
  - 6月12日：金名鉄道の加賀広瀬駅 - 当駅間が開業[2][3]、神社前駅（じんじゃまええき）として開業[7][14]。
  - 12月28日：金名鉄道の当駅 - 鶴来駅間が開業[2][3][10]。
- 1929年（昭和4年）
  - 3月11日：金名鉄道の当駅 - 鶴来駅間を金沢電気軌道に譲渡[3]。
  - 9月14日：当駅 - 鶴来駅間を電化[2][3]。
- 1937年（昭和12年）12月8日：駅名を加賀一の宮駅に改称[14]。
- 1940年（昭和15年）：白山比咩神社の表参道に駅舎を建設[7]。
- 1943年（昭和18年）10月13日：北陸鉄道設立に伴い、同社の石川線および金名線の駅となる[3][4][14]。
- 1984年（昭和59年）12月12日：金名線が全線休止[3][4]。
- 1987年（昭和62年）4月29日：金名線の当駅 - 白山下駅間が廃止[3][9][15]、これに伴い無人化（無人駅）[14]。
- 2008年（平成20年）10月23日：国土交通省北陸信越運輸局へ路線廃止を申請する[16]。
- 2009年（平成21年）11月1日：鶴来駅 - 当駅間（2.1 km）が廃止[3][4][9]。
- 2013年（平成25年）12月：北陸鉄道が白山市に旧駅舎を譲渡[7]。
- 2018年（平成30年）：駅構内工事始まる。
- 2019年（令和元年）7月26日：旧駅舎が手取キャニオンロードの休憩施設などとして供用を開始[1][7]。
- 2021年（令和3年）2月4日：旧駅舎が国の登録有形文化財として官報告示により登録される[8]。

## 駅構造
単式ホーム1面1線の地上駅。かつては神社参拝客で賑わい自動券売機も備えられていたが金名線廃止後は無人駅となった。無人化された後も窓口や券売機設置スペースは残されており、駅舎内床面に残る乗降客整理のための柵の跡など参宮駅としての名残が散見できた。2006年頃には地元のNPO法人が事務所を置き観光案内所業務を行っていたが、神社表参道に面した「おはぎや」へ移転している。
廃止前には夜間滞泊の設定はなく、列車は折り返しになっていた（朝の始発は回送列車の折り返し）。金名線があったころは2面2線で、日中の列車はすべてここで折り返していた。
駅舎は木造駅舎で、1940年に竣工。白山神社総本社の門前駅であることから、唐破風の車寄せが付く入母屋造りの瓦屋根や、木製の駅名看板など、純和風の風格のある造りが特徴だった。廃駅後は取り壊される予定だったが、この駅舎を惜しむ地域住民から反対運動が起こり、そのまま置かれることとなった。廃駅後白山市は登録有形文化財としての登録を目指す方針としていたが、文化審議会は2020年7月17日、旧加賀一の宮駅を登録有形文化財に登録するよう文部科学大臣の萩生田光一（答申時点）に答申した（答申での名称は「旧北陸鉄道石川線加賀一の宮駅舎」）。2021年2月4日に、官報での告示により正式に登録された（登録名は「旧北陸鉄道石川線加賀一の宮駅駅舎」）。これにより石川県内において鉄道駅が国の文化財に指定・登録される初めてのケースとなった。

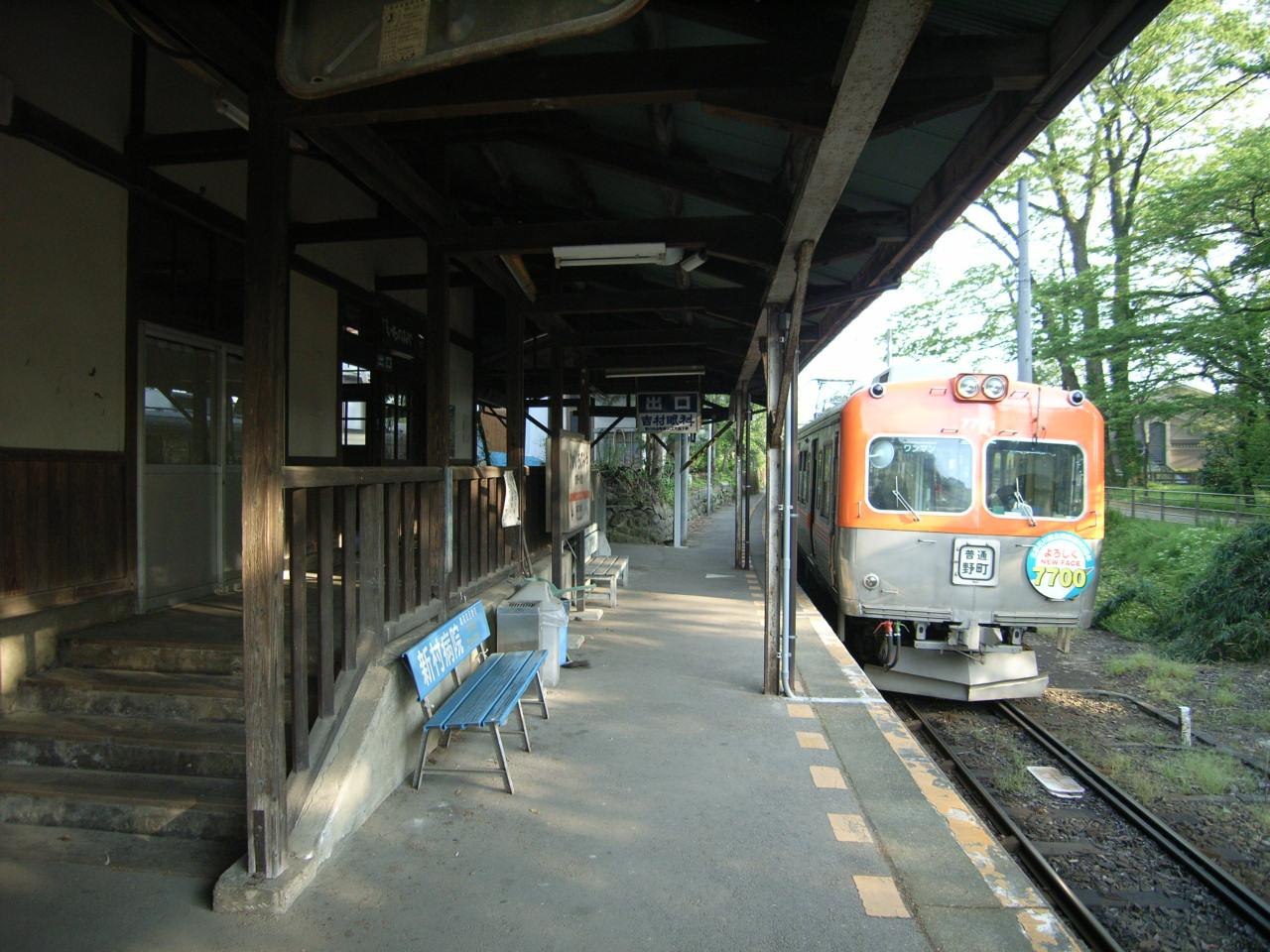
ホームと改札付近(2007年5月)
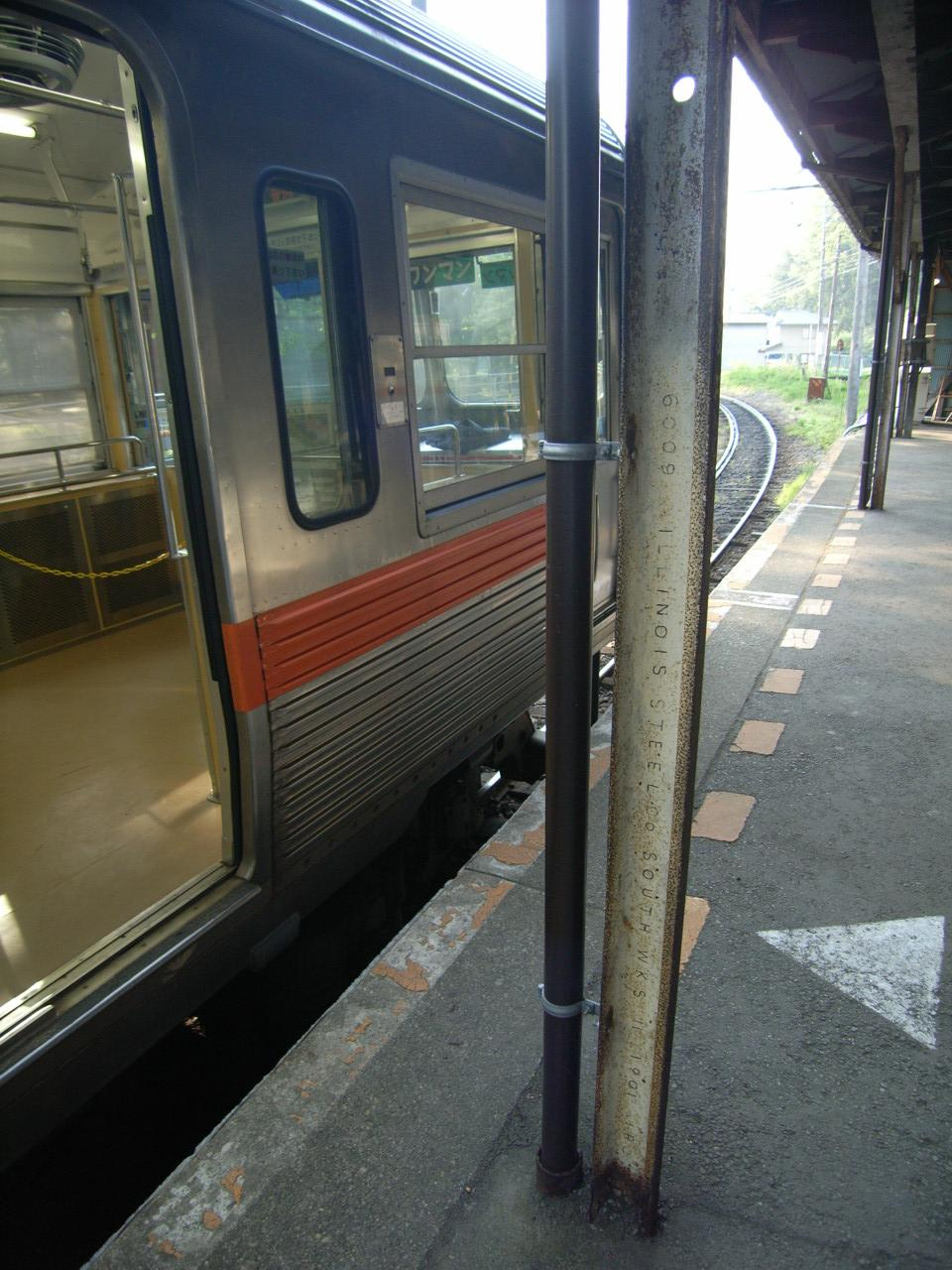
駅舎は木造だがホーム屋根の柱の一部には古レールが使われている
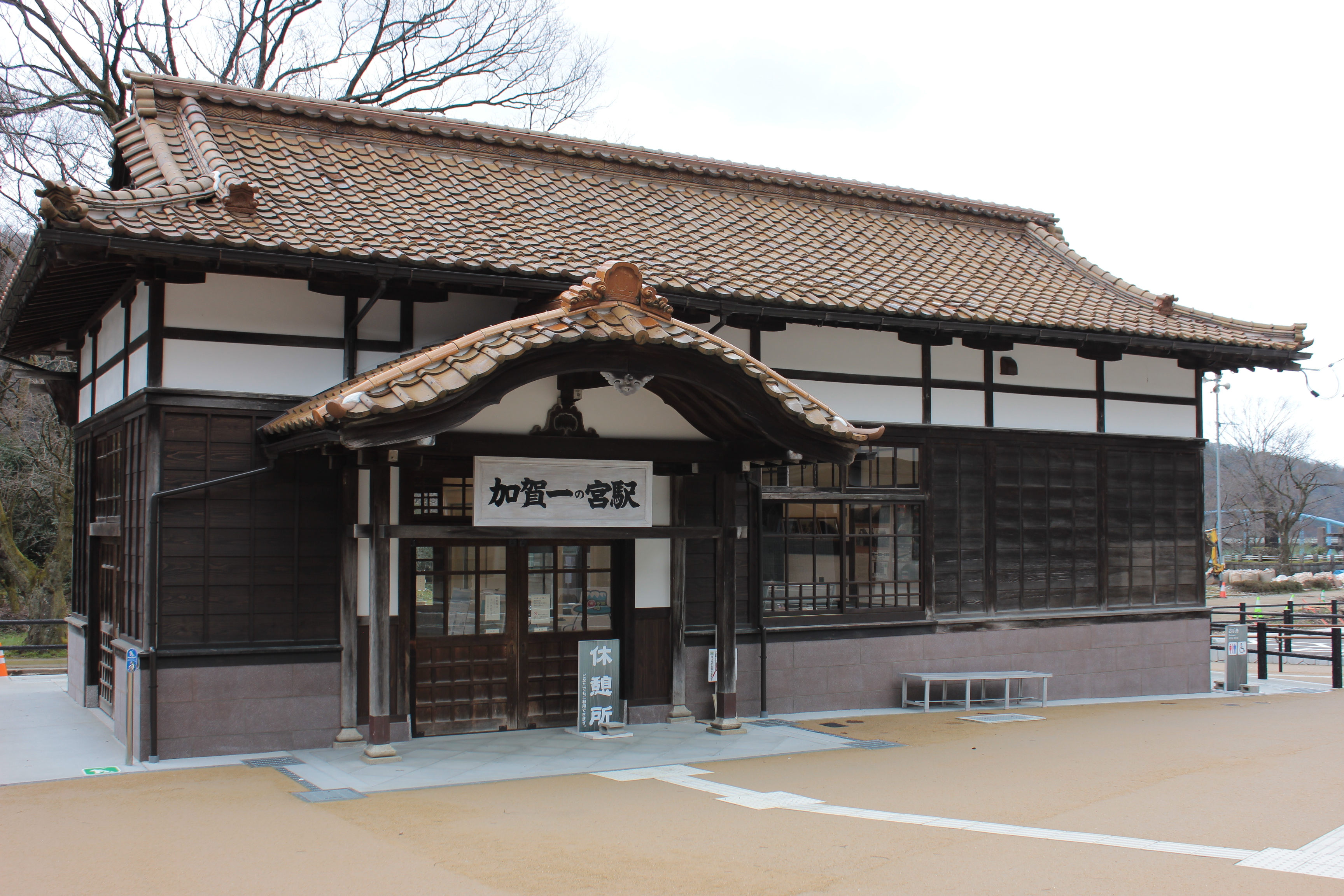
改修後の旧加賀一の宮駅（2020年3月）
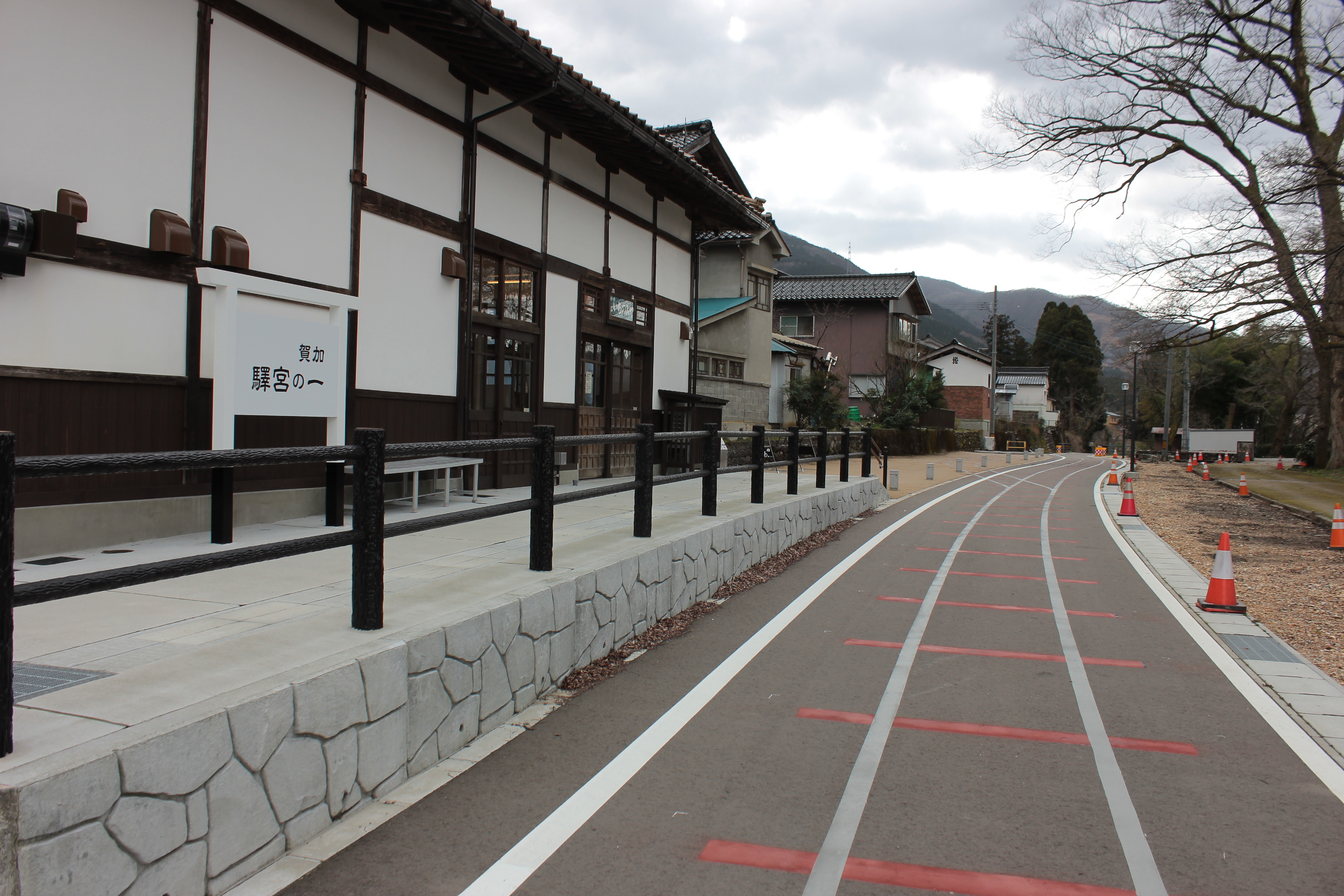
改修後の旧ホームと線路跡（2020年3月）
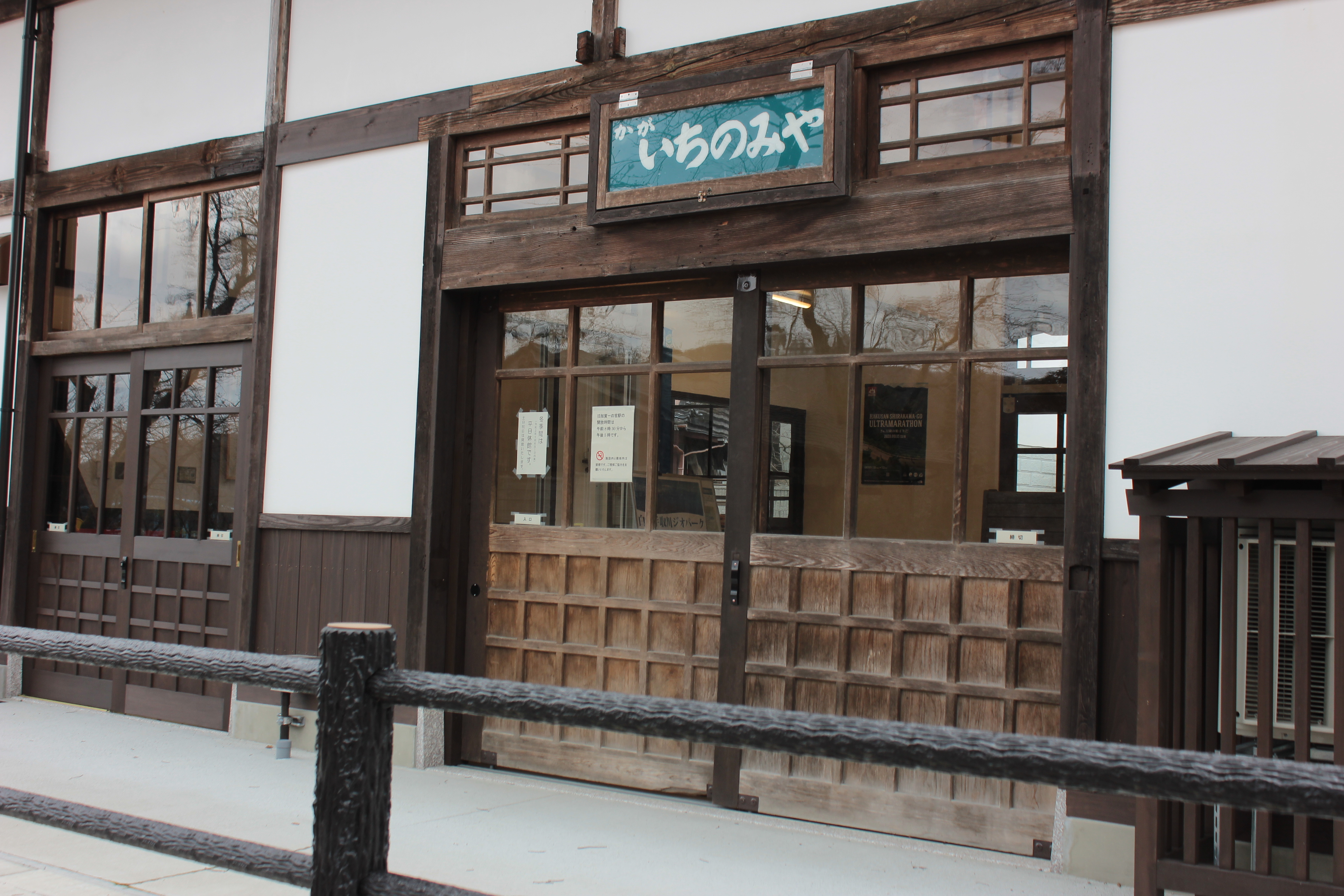
旧改札付近（2020年3月）

## 利用状況
「白山市統計書」によると、2009年の廃止までの1日平均乗降人員は以下のとおりである。
| 年度               | 1日平均 乗降人員 |
| ------------------ | ---------------- |
| 2000年（平成12年） | 49               |
| 2001年（平成13年） | 64               |
| 2002年（平成14年） | 71               |
| 2003年（平成15年） | 95               |
| 2004年（平成16年） | 105              |
| 2005年（平成17年） | 79               |
| 2006年（平成18年） | 79               |
| 2007年（平成19年） | 96               |
| 2008年（平成20年） | 100              |
| 2009年（平成21年） | 67               |

## 駅周辺
- 白山比咩（しらやまひめ）神社
  - 加賀国一宮。
- 道の駅しらやまさん
- 古宮公園 - ソメイヨシノ約50本があり地元の桜の名所となっている[19]。
  - 手取川七ヶ用水の父・枝権兵衛の顕彰碑がある。また、枝権兵衛が掘った当時の取水口もこの付近にある。
- 舟岡山城跡[20][21]
- 石川県立白山青年の家

## 隣の駅
北陸鉄道
石川線
中鶴来駅 - 加賀一の宮駅
金名線
加賀一の宮駅 - 手取中島駅